# Porta Quirinalis

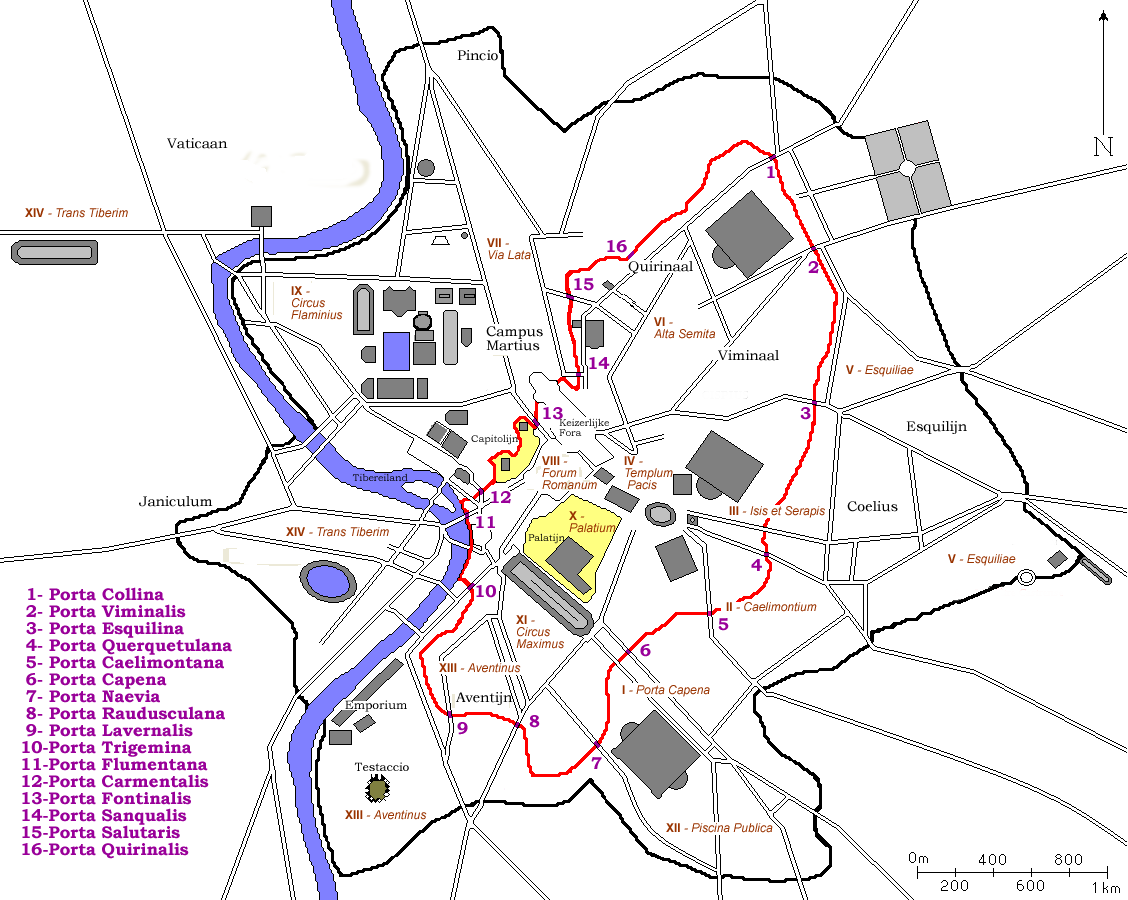
De Servische Muur en zijn stadspoorten

De Porta Quirinalis was een stadspoort in de Muur van Servius Tullius in het Oude Rome.
De poort stond waarschijnlijk ten noorden van de belangrijke Tempel van Quirinus op de Quirinaal heuvel en ontleende daaraan zijn naam. Bij deze poort begon een kleine weg, die ongeveer overeenkomt met de huidige Via delle Quatro Fontane. Er zijn geen restanten van de poort teruggevonden, waarschijnlijk is hij al in de oudheid afgebroken toen de Servische Muur buiten gebruik raakte.
Porta Collina · Porta Viminalis · Porta Esquilina · Porta Querquetulana · Porta Caelimontana · Porta Capena · Porta Naevia · Porta Raudusculana · Porta Lavernalis · Porta Trigemina · Porta Flumentana · Porta Carmentalis · Porta Fontinalis · Porta Sanqualis · Porta Salutaris · Porta Quirinalis